# 有吉の!みんなは触れてこないけどホントは聞いてほしい話
『有吉の!みんなは触れてこないけどホントは聞いてほしい話』（ありよしの!みんなはふれてこないけどホントはきいてほしいはなし）は、2023年4月15日の22:00 - 22:54に日本テレビで放送されたトークバラエティ番組。
字幕放送については、番組そのものは事前収録されているが、出演者のスケジュールの都合上放送日の間近に収録されたため、発言内容が数秒遅れて表示されるリアルタイム字幕放送を実施した。

## 出演者
- 有吉弘行
- MEGUMI

- 田中卓志（アンガールズ）
- 西野七瀬

### 聞いてほしい話がある芸能人
- 大江裕
- 小林正寿
- 剛（中川家）

## スタッフ
- 企画・演出：安島隆
- 構成：林田晋一、安部裕之
- TM：村上正
- SW：小林宏義
- CAM：大庭茂嗣
- MIX：梓沢曜平
- VE：北岡大輔
- 美術：茂木大樹
- デザイン：熊﨑真知子、佐藤香穂里
- タイトル：津島美樹
- イラスト：さえきけんすけ
- 照明：加藤恵介
- 電飾：東村歩実
- モニター：太田和明（インターナショナルクリエイティブ）
- EED：加納敏行（イカロス）
- MA：梶山恭一（イカロス）
- 音効：小田切暁
- TK：長坂真由美
- リサーチ：フォーミュレーション
- デスク：西條春奈
- 技術協力：NiTRo
- 美術協力：日テレアート
- 医療監修：岩波明（昭和大学医学部精神医学講座教授）、舘野歩（東京慈恵会医科大学精神医学講座准教授）
- ディレクター：今村光宏、田中友洋、古賀光輝/倉田斎、森奈津実、酒井星
- プロデューサー：鶴田史隆、脇山浩一、宮田恵将、柴田雅美、鈴木仁美、斉藤陽子
- チーフプロデューサー：伊東修
- 協力：太田プロダクション
- 制作協力：acro
- 製作著作：日本テレビ